# トルガルト峠

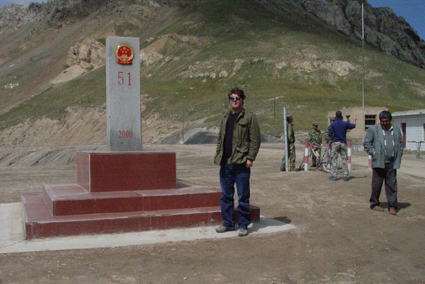
トルガルト峠

トルガルト峠（トルガルトとうげ、中国語: 图噜噶尔特山口、キルギス語: Торугарт、露: Перевал Торугарт）は、キルギスのナルイン州と中華人民共和国の新疆ウイグル自治区ウルグチャト県の間にある峠。天山山脈を越す。標高は3752m。
キルギス側には名勝チャティル＝クル（湖）があり、道はナルインからバルイクチ、ビシュケク（峠から400km）へと至る。道幅は狭く、冬には豪雪やそれにともなう雪崩でひんぱんに通行止めとなる。中国側には峠から110km地点のキジルス・キルギス自治州ウルグチャト県にトルガルト通関が置かれており、旅行者はこの税関を通過しなければならない。峠からウルグチャトまでは110km、カシュガルまで165km、アルトゥシュまで170km、そしてウルムチまでは1630kmある。
1881年にロシア帝国と清が峠に通関をもうけた。1906年にはロシアの中ロ運輸銀行が峠からカシュガルまでの道路建設に2000万ルーブルを融資している。新疆とキルギス（当時はキルギス・ソビエト社会主義共和国）をむすぶ役割は1952年にここから南西に165kmのイルケシタム峠に取って代わられ、1969年には中ソ国境紛争の影響で封鎖されたが1983年に通行が再開された。1995年には峠から57kmほど下ったカシュガル近くの標高2000m地点に通関が移された。
カシュガルと中央アジアのフェルガナ盆地間に鉄道の敷設が計画されている。

## 参照項目
- イルケシュタム峠 - もうひとつの中国・キルギスタン国境の峠